# Cancelada (Cervantes)
Cancelada (llamada oficialmente San Tomé de Cancelada) es una parroquia española del municipio de Cervantes, en la provincia de Lugo, Galicia.

## Organización territorial
La parroquia está formada por nueve entidades de población:

### Entidades de población
Entidades de población que forman parte de la parroquia:
- A Chá
- A Estrada
- Dumia
- Eilarrío
- Os Picos
- San Tomé
- Vilafrial
- Vilartote

### Despoblado
Despoblado que forma parte de la parroquia:
- Barreiro

## Demografía
| Gráfica de evolución demográfica de Cancelada entre 2000 y 2019 |
|                                                                 |
| Datos según el nomenclátor publicado por el INE.                |